# دونالد لونغمير
دونالد لونغمير(بالإنجليزية: Donald Longmuir) سياسي أمريكي.

## سيرته
حصل لونغمير على شهادة البكالوريوس في العلوم من جامعة ولاية داكوتا الشمالية. خدم لأكثر من عقدين في مدينة ستانلي في مجلس إدارة المدينة التابعة لولاية داكوتا الشمالية، في عام 2017 انتخب عضو في مجلس نواب ولاية داكوتا الشمالية. كما يعمل عضوًا في الحزب الجمهوري في داكوتا الشمالية.